# Juan Javier Estrada
Estrada  Ruiz est un nom espagnol. Le premier nom de famille, en général paternel, est Estrada ; le second, en général maternel, souvent omis, est Ruiz.
Juan Javier Estrada Ruiz (né le 8 août 1981 à Chiclana de la Frontera, Province de Cadix, Espagne) est un coureur cycliste espagnol, membre de l'équipe Andalucía de 2008 à 2011.

## Biographie
Depuis 2008, il est membre de Andalucía-Cajasur. Il ne compte aucune victoire à son palmarès.

## Résultats sur les grands tours

### Tour d'Espagne
- 2008 : 114e
- 2010 : 92e